# SMM J2135-0102
SMM-J2135-0102 è una galassia scoperta utilizzando la Large Apex Bolometer Camera (LABOCA) del Telescopio APEX (Atacama Pathfinder Experiment).
L'oggetto è stato scoperto da un gruppo di ricercatori, durante l'osservazione del superammasso di galassie MACSJ2135-010217. L'ammasso provoca un effetto di lente gravitazionale che amplifica di 32 volte la galassia scoperta, che si trova dietro l'ammasso stesso, consentendo di osservarla con un dettaglio che non sarebbe stato possibile raggiungere a causa della notevole distanza (10 miliardi di a.l. - redshift 2.3259).
È stato possibile individuare quattro regioni di formazione stellare la cui analisi di luminosità, 100 volte superiore a quella di analoghe regioni della Via Lattea, fanno ipotizzare un processo di formazione stellare 250 volte più rapido.
La scoperta e gli studi correlati sono stati pubblicati su Nature (DOI: 10.138/nature08880).